# 大卫·斯托里
大卫·马尔科姆·斯托里 ( David Malcolm Storey，1933年7月13日—2017年3月27日) 是一位英国剧作家、编剧、小說家和职业聯盟式橄欖球球员。 1976年，他凭借小说获得布克奖。他最終因帕金森氏病和失智症去世， 墓地位於海格特公墓东侧。 